# Schloss Bartelstein
Koordinaten: 48° 4′ 31,5″ N, 9° 17′ 42″ O

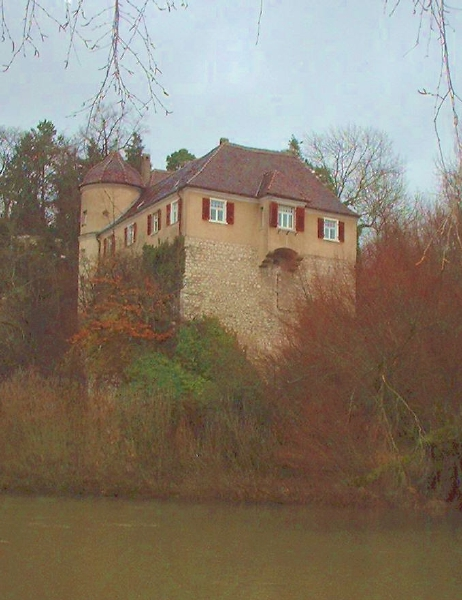
Das Schloss Bartelstein (Oktober 2002)

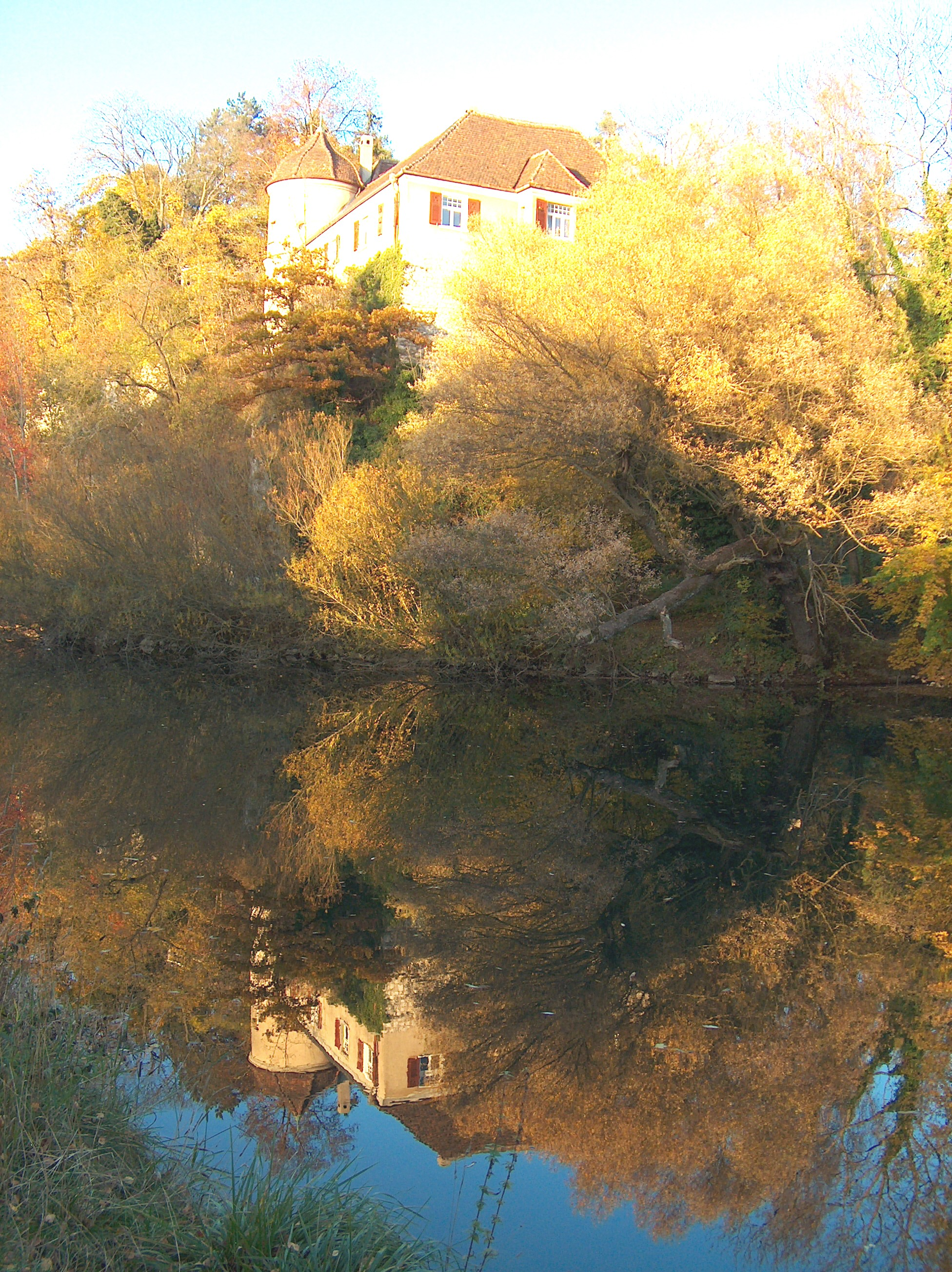
Schloss Bartelstein über dem linken Donauufer

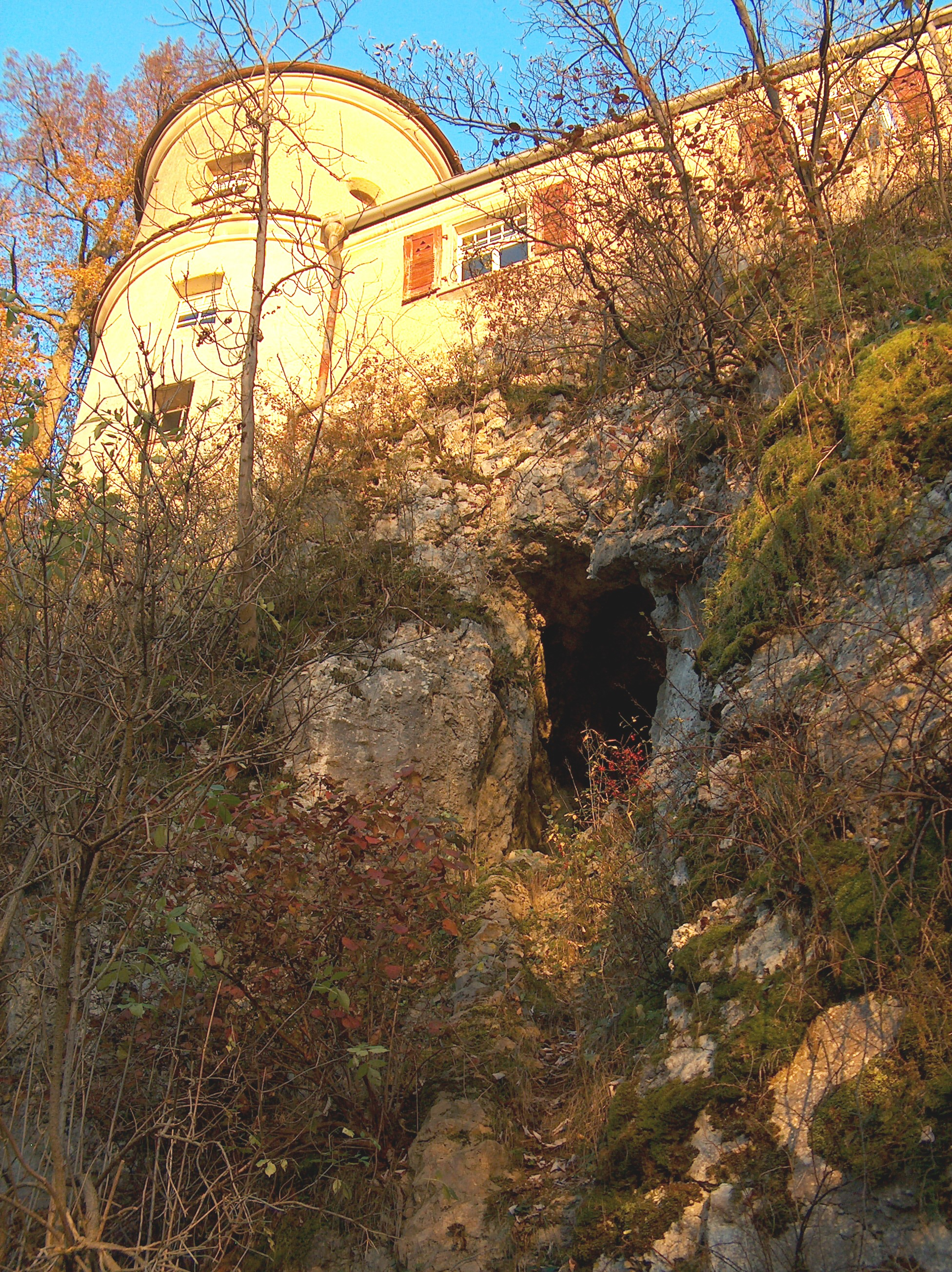
Die Kalksteinhöhlen unter der Burg Bartelstein

Das Schloss Bartelstein, auch Burg Bartelstein genannt, ist ein Schloss bei Scheer im Landkreis Sigmaringen in Baden-Württemberg.

## Lage
Die einstige Burg wurde am linken Donauufer auf einem Kalkfelsen erbaut. Sie erhielt ihren Namen von der Hinrichtungsstätte, die sich hier befand, als Delinquenten noch mit der „Barte“ hingerichtet wurden. Das Schlösschen Bartelstein fristet neben dem benachbarten Schloss Scheer ein Schattendasein.

## Geschichte
Der erste bekannte Adlige dieser Burg, die im 11. und 12. Jahrhundert erbaut wurde, war der Ritter Ortolf von Bartelstein. Die alte Burg Bartelstein stand ursprünglich auf einem der Felsen neben dem jetzigen Schloss über einem Kalkhöhlensystem, das heute noch vorhanden ist. Einer dieser Höhlengänge hat damals den Zugang zur Burg ermöglicht.
Etwa im Jahr 1589 wurde die zweite Burg Bartelstein aufgebaut, die aber vermutlich im Dreißigjährigen Krieg (1618–1648) zerstört wurde. Auf den Grundmauern dieser Burg wurde das heutige Schlösschen errichtet. Im 18. Jahrhundert diente die Burg als Gefängnis.
Ein Gefängniswärter kaufte das Anwesen im Jahre 1832. Seither blieb es im Privatbesitz. Bis zum Jahre 1906 gehörte das Schlösschen dieser Familie und war vom Zerfall bedroht. Ein Holzstoff-Fabrikant aus Scheer baute dann Bartelstein unter Führung der Stuttgarter Architekten Ludwig Eisenlohr und Carl Weigle zu einer Jugendstilvilla grundlegend um. 1971 und nochmals 1988 wurde das gesamte Anwesen verkauft.

## Anlage
Der Innenhof der Villa wird von drei unregelmäßigen Flügeln umschlossen. Die ein- und zweigeschossigen Teile des Bauwerks sind mit Walmdächern versehen. Zwei Türme verleihen dem Gebäude sein markantes Äußeres: Ein Rundturm, der die nordwestliche Ecke bildet, sowie ein übers Eck gestellter Rechteckturm im Südosten. Schloss Bartelstein ist ein „Baudenkmal von überregionaler Bedeutung“, befindet sich aber heute (Stand: Dezember 2020) vor allem aufgrund von Schäden an der Dachdeckung in renovierungsbedürftigem Zustand.